# Michaela Watkins
Michaela Suzanne Watkins (Syracuse, 14 dicembre 1971) è un'attrice e comica statunitense, conosciuta per aver partecipato al Saturday Night Live (2008-2009) ed alla sit-com Tre mogli per un papà.

## Biografia
Nata a Syracuse, nello stato di New York, da una famiglia ebraica, figlia di due insegnanti, ha due sorelle. Cresce nel sobborgo di "De Witt", trasferendosi a 15 anni con la madre divorziata a Boston.

## Filmografia parziale

### Attrice

#### Cinema
- Piacere, sono un po' incinta (The Back-up Plan), regia di Alan Poul (2010)
- Tentazioni (ir)resistibili (Thanks for Sharing), regia di Stuart Blumberg (2012)
- Nudi e felici (Wanderlust), regia di David Wain (2012)
- Non dico altro (Enough Said), regia di Nicole Holofcener (2013)
- Afternoon Delight, regia di Jill Soloway (2013)
- Brigsby Bear, regia di Dave McCary (2017)
- Ibiza, regia di Alex Richanbach (2018)
- Brittany non si ferma più (Brittany Runs a Marathon), regia di Paul Downs Colaizzo (2019)
- Good Boys - Quei cattivi ragazzi (Good Boys), regia di Gene Stupnitsky (2019)
- Tornare a vincere (The Way Back), regia di Gavin O'Connor (2020)
- A cena con il lupo - Werewolves Within (Werewolves Within), regia di Josh Ruben (2021)
- Suze, regia di Dane Clark e Linsey Stewart (2023)

#### Televisione
- Streghe (Charmed) – serie TV, episodio 3x16 (2001)
- Senza traccia (Without a Trace) – serie TV, episodio 1x11 (2003)
- Medium – serie TV, episodi 2x15-2x16 (2006)
- Malcolm (Malcolm in the Middle) – serie TV, episodio 7x17 (2006)
- Grey's Anatomy – serie TV, episodio 2x21 (2006)
- La complicata vita di Christine (The New Adventures of Old Christine) – serie TV, 7 episodi (2008-2009)
- New Girl – serie TV, 5 episodi (2011-2015)
- Modern Family – serie TV, episodio 4x02 (2012)
- Tre mogli per un papà (Trophy Wife) – serie TV, 22 episodi  (2013-2014)
- Transparent – serie TV, 6 episodi (2014-2019)
- Veep - Vicepresidente incompetente (Veep) – serie  TV, episodio 4x02 (2015)
- The Goldbergs – serie TV, episodi 2x15-2x19 (2015)
- Wet Hot American Summer: First Day of Camp – serie TV, 6 episodi (2015)
- Casual – serie TV, 44 episodi (2015-2018)
- Wayne – serie TV, episodi 1x08-1x09-1x10 (2019)
- Get Shorty – serie TV, 6 episodi (2019)
- The Unicorn – serie TV, 31 episodi (2019-2021)
- Search Party – serie TV, 6 episodi (2020)
- The Dropout - miniserie TV, 3 puntate (2022)
- Le piccole cose della vita (Tiny Beautiful Things) – miniserie TV, 6 puntate (2023)

### Doppiatrice
- Robot Chicken – serie animata 4 episodi (2012-2018)
- I Griffin (Family Guy) – serie animata, episodio 14x17 (2016)
- American Dad! – serie animata, 5 episodi (2016, 2020-2021)
- Big Mouth – serie animata, 6 episodi (2017-2020)

## Doppiatrici italiane
Nelle versioni in italiano delle opere in cui ha recitato, Michaela Watkins è stata doppiata da:
- Daniela D'Angelo in New Girl, Wet Hot American Summer: First Day of Camp
- Franca D'Amato in Tre mogli per un papà, The Goldbergs
- Emanuela D'Amico in Grey's Anatomy
- Ida Sansone in Piacere, sono un po' incinta
- Barbara De Bortoli in Private Practice
- Cristiana Rossi in Transparent
- Tiziana Avarista in Brigsby Bear
- Sabine Cerullo in Ibiza
- Michela Alborghetti in Enlightened - La nuova me
- Elisabetta Spinelli in Brittany non si ferma più
- Eleonora De Angelis in Good Boys - Quei cattivi ragazzi
- Francesca Fiorentini in The Dropout
- Marina Thovez ne Le piccole cose della vita